# Gerard van Velde
Gerard Pieter Hendrik van Velde (* 30. listopadu 1971 Wapenveld, Gelderland) je bývalý nizozemský rychlobruslař.
V roce 1991 se zúčastnil prvních závodů Světového poháru, téhož roku debutoval také na Mistrovství světa ve sprintu 1991 (15. místo). Na Zimních olympijských hrách 1992 se umístil na čtvrtém (1000 m) a pátém (500 m) místě, na sprinterském šampionátu skončil toho roku šestý. Zúčastnil se zimní olympiády 1994, kde dobruslil nejlépe na deváté příčce na trati 1000 m, na poloviční distanci dosáhl 21. místa. Na Mistrovství světa 1996 byl čtvrtý v závodě na 1000 m, což bylo na několik let jeho nejlepší umístění. Na ZOH 1998 nestartoval, sezónu 1998/1999 vynechal. Největších úspěchů dosáhl v prvních letech 21. století, když na Zimních olympijských hrách 2002 vybojoval na trati 1000 m zlatou medaili, přičemž na pětistovce byl čtvrtý. Z Mistrovství světa ve sprintu 2003 si přivezl stříbrnou medaili, tentýž cenný kov získal na Mistrovství světa na jednotlivých tratích 2003 na kilometrové distanci. V dalších letech bylo jeho nejlepším výsledkem čtvrté místo na sprinterském světovém šampionátu 2004. Na ZOH 2006 nestartoval, po kompletním ročníku 2006/2007 startoval v sezóně 2007/2008 pouze několikrát, poslední závod absolvoval v únoru 2009.